# 修羅場 (曲)
「修羅場」（しゅらば）は、日本のロックバンド・東京事変の楽曲。2005年11月2日に東芝EMI（当時）より発売された3枚目のシングルの表題曲として発表された。

## 概要
前作『遭難』より約1年ぶりとなるシングル。今作より、脱退したH是都Mと晝海幹音に代わり、新しく浮雲と伊澤一葉が参加している。表題曲「修羅場」はフジテレビ系ドラマ『木曜劇場・大奥〜華の乱〜』主題歌。テレビドラマのタイアップはバンド初となる。表題曲のアルバム・バージョンが収録されたアルバム『大人（アダルト）』同様、新加入の伊澤と椎名の主導で制作が進められた。
ジャケット写真で椎名が手にしている香水には、次作アルバムタイトルの英表記である「ADULT」という文字が描かれており、約2ヶ月後に発売されることとなるアルバムへの予告的なものとなっている。また本作品において、椎名林檎・東京事変両名義でのシングル・アルバムを通して、初めてブックレット内のスタッフ表記が英語になった。

### 批評
『CDジャーナル』はこの楽曲について「メロディ・メイカーとしての彼女の揺るぎない資質を痛感させられるファンキーなポップ・ソング」とコメントした。

## 収録曲
※各曲の英題はブックレット等に記載されているものではなく、SR猫柳本線 の英語版ページ によるもの
1. 修羅場（The rat's-nest）
フジテレビ系ドラマ『木曜劇場・大奥〜華の乱〜』主題歌。
メンバーが出演するミュージック・ビデオが制作され、ミュージック・ビデオ集『ADULT VIDEO』に収録されている。
アルバム『大人（アダルト）』にはアレンジの異なる「修羅場 adult ver.」が収録されたため、A面の表題曲で唯一シングルバージョンでのアルバム収録が無い曲であったが、バンド解散後の2013年2月27日に完全生産限定で発売されたCD-BOX『Hard Disk』の特典ディスク「Recovery Disc」に収録された。
歌詞は古風な言葉使いで言いたいことがオブラートに包まれているが、椎名には「メロディが十分に饒舌であれば自分の中で要約していることや飲み込んで表面化しにくいことがあってもよしとする」という自分内ルールがあり、聴き手にとっては不親切かもしれないが自分のプライベートな部分を大事にするために不特定多数の人が聴くタイトル曲は抑制しているという[3]。
それまでの東京事変にはないダンサブルでファンキーな椎名による打ち込みのリズムとスパニッシュな浮雲のガットギターが特徴的な楽曲。椎名のデモを聞いた伊澤がガットギターのアイデアを提供し、それ以外の部分は椎名がアレンジを固めていった。ギターサウンドがスパニッシュ風なのは浮雲のアドリブ。椎名は当初、伊澤の提案に否定的であったが、スタジオで合わせたところ良かったためこのアレンジになった。ダンス・ミュージックにする気はなかったが、事変の中では今までにない感じのリズムにしたかったので、デモの段階で忠実かつ正確に打ち込みを行なった。初めからこの曲はシングルになるだろうと予想していたので、レコーディングは最後に回した。その際にある程度アレンジが見えていた方がいいと思い、打ち込みに関してもあらかじめ本番で使うだろうループを組んで曲のサイズもほぼ完成版そのままになるようにした。また亀田と刄田のプレイを想定してなるべくメンバーそれぞれの特色は出ないようにしていたが結果としては出てしまい、色々な要素が入った仕上がりになった。全編に渡ってS.E.が散りばめられているが、ほとんどがレコーディング・エンジニアの井上雨迩が入れたもの[1][3]。
2. 恋は幻（Get it up for love）
ネッド・ドヒニーのAORの名曲「Get It Up for Love」のカバー[1]。アレンジの異なる「恋は幻 for musician」にはミュージック・ビデオが製作され、ミュージック・ビデオ集「ADULT VIDEO」に収録された[注 1]。
椎名が伊澤にぴったりだと思っていてどうしてもやりたかった曲。伊澤がアレンジを手掛け、メンバーには全パート全指定された譜面が渡された。全く人の意見を聞かないメンバーたちが勝手な演奏をしたりしつつも最終的には伊澤のアレンジに落ち着いた。デモの段階で椎名から浮雲に原由子が歌っているサザンオールスターズの「そんなヒロシに騙されて」のサーフ・ギター風に弾いて欲しいという指定があった。リズムは刄田の、コード付けも椎名の手癖で、全体的に原曲がかなり東京事変側に引き寄せられたアレンジになっているので、椎名曰く「原曲の良さが全部なくなっちゃってる感じはする」とのこと[3]。
3. 落日（Dusk）
歌詞にはメンバー2人が一気にいなくなったことで今後バンドがどうあるべきかということやもっとプライベートなことなど、東京事変に起こった変化と私的な気持ちがリンクした椎名の心情が書かれている[1][3]。
当初、この曲はアルバム『大人（アダルト）』の11曲目（ラストトラック）に入る予定だったが、変更を受けてこのシングルに収録されている。椎名は「アルバムの最後は『これからどうして行こうか』という部分をポジティヴに、かつリスナーにも分かりやすく伝えなければいけない」と思い、「落日」はこのシングルが出る頃見ていた未来、これからの在り方を書いたという位置づけにして、結局アルバムには伊澤の提供した「手紙」を収録することにした[1][3]。
デモはアコースティック・ギターで録っていて、そこにドラムとベースが入る感じだった。しかし伊澤が納得せず、彼のピアノを入れてアレンジすることになり、椎名的にはデモより良い仕上がりになった。最初はピアノ一本にトランペット、それから歌でレコーディングしたが、刄田がどうしてもドラムを叩きたいというのでドラムも入れることになった。椎名と伊澤は「違うかな」と思っていたが、井上雨迩のサウンド処理を経て「有り」ということになった[3]。
NHK BSプレミアムで2020年7月11日に放送されたテレビドラマ 「56年目の失恋」の劇中曲として使用された。
カップリング・アルバム『深夜枠』およびベスト・アルバム『総合』に収録された際には、最後（フェードアウト後）に収録されていた椎名による新メンバー（浮雲と伊澤）紹介の部分がカットされている。

### トラック・リスト
- 全編曲：東京事変

| #         | タイトル   | 作詞・作曲       | 時間  |
| --------- | ---------- | ---------------- | ----- |
| 1.        | 「修羅場」 | 椎名林檎         | 4:12  |
| 2.        | 「恋は幻」 | ネッド・ドヒニー | 3:26  |
| 3.        | 「落日」   | 椎名林檎         | 4:45  |
| 合計時間: | 合計時間:  | 合計時間:        | 12:25 |